# Ixtlán del Río
Ixtlán del Río är en kommunhuvudort i Mexiko.   Den ligger i kommunen Ixtlán del Río och delstaten Nayarit, i den centrala delen av landet, 600 km väster om huvudstaden Mexico City. Ixtlán del Río ligger 1 049 meter över havet och antalet invånare är 21 646.
Terrängen runt Ixtlán del Río är huvudsakligen kuperad, men söderut är den bergig. Ixtlán del Río ligger nere i en dal som går i öst-västlig riktning. Runt Ixtlán del Río är det ganska tätbefolkat, med 62 invånare per kvadratkilometer. Ixtlán del Río är det största samhället i trakten. I omgivningarna runt Ixtlán del Río växer huvudsakligen savannskog.